# Lithographa tesserata
Lithographa tesserata är en lavart som först beskrevs av Augustin Pyrame de Candolle och fick sitt nu gällande namn av William Nylander. 
Lithographa tesserata ingår i släktet Lithographa och familjen Trapeliaceae.  Arten är reproducerande i Sverige. Inga underarter finns listade i Catalogue of Life.